# Csajthay Ferenc
Csajthay Ferenc (Zirc, 1862. március 13. – Budapest, Józsefváros, 1940. április 1.) magyar újságíró, szerkesztő.

## Életpályája
Szülei: Csajthay Ignác és Link Erzsébet voltak. Gimnáziumi tanulmányait Veszprémben és Kecskeméten végezte, a jogot a budapesti egyetemen hallgatta. 1881-től a Budapest és a Függetlenség munkatársa volt. 1887-ben a Budapesti Hírlap szerkesztője lett, 1891. május 30-tól felelős szerkesztőjeként, 1917-től helyettes-, 1925–1932 között tényleges főszerkesztőjeként működött. Színházi és országgyűlési tudósításokat, valamint vezércikkeket írt. Felesége Szluha Sarolta Anna Julianna volt.
Sírja a Kerepesi temetőben található.

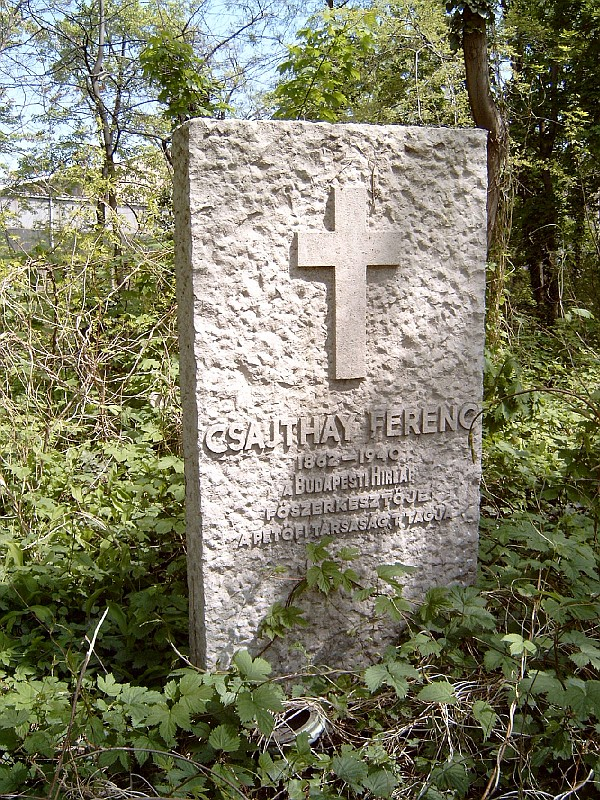
Csajthay Ferenc újságíró sírja Budapesten. Kerepesi temető: 41/1-1-37